# Archicultura

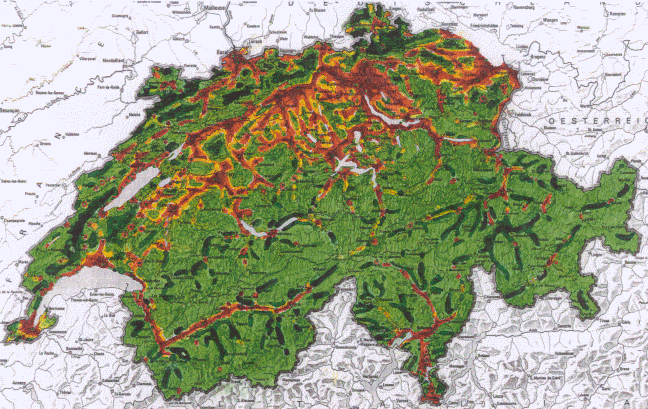
Postkarte der Bewertung der Ortsbildqualität von 1999.

Die Archicultura, Stiftung für Orts- und Landschaftsbildpflege ist eine Schweizer Stiftung mit Sitz in Luzern. Die Stiftung wurde zur nachhaltigen Bewahrung und Entwicklung der Schweizer Ortsbilder 1996 gegründet.

## Ziele
Ziele sind die nachhaltige Bewahrung und Entwicklung intakter Ortsbilder in der Schweiz, aber auch in den Grenzgebieten des angrenzenden Auslands. Bekannt ist die Stiftung durch die Bewertung der Ortsbildqualität von Schweizer Städte, Dörfer, Ortsteile und Weiler. Ihr Ziel ist es, möglichst viele Bürger auf dieses Thema aufmerksam machen. Mithilfe von Wanderausstellungen und Merkblättern möchte die Stiftung die Bevölkerung für schönere Ortsbilder sensibilisieren. Erster Schritt hierzu war 1999 die Veröffentlichung einer Postkarte, auf der die Ergebnisse der Bewertung der Ortsbildqualität der Schweiz in Farbe dargestellt war.
Die Stiftung ist in der ganzen Schweiz tätig und bereits in 13 Kantonen vertreten. Sie untersteht der Stiftungsaufsicht des Kantons Luzern und ist seit dem 25. Mai 1999 steuerbefreit.
Die Stiftung stützt sich auf die gesetzlichen Verunstaltungsverbote und Eingliederungsgebote. Als öffentlich-rechtliche Aufgabe hat sie im Wesentlichen den Zweck, einzutreten für
- intakte Orts- und Landschaftsbilder;
- die Eingliederung aller Bauten und Anlagen in dieselben;
- die Verhinderung von Verunstaltungen und architektonischem Chaos.

Dabei möchte sie zeitgemässe Bauten nicht verhindern, sondern das angemessene Eingliedern in das bestehende Ortsbild fördern. Als Philosophie der Stiftung gilt die Harmonie. Zur Finanzierung der Projekte ist Archicultura auf die Hilfe von Gönnern angewiesen. Die Stiftung ist ausserdem in den Grenzgebieten der Nachbarstaaten Deutschland, Frankreich, Italien und Österreich sowie in Liechtenstein und Teilen Griechenlands tätig.
Engagiert ist die Stiftung auch auf Panoramio, wo über 1500 Fotos als Beispiele guter und schlechter Ortsbildqualität registriert sind.

## Medaillen und Auszeichnungen
Die Stiftung vergibt:

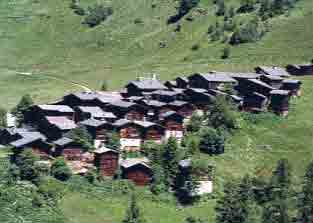
Fäld im Binntal, das mit der Archicultura-Medaille ausgezeichnet wurde.

- die ARCHICULTURA-Medaille an sehr intakte und harmonische Ortsbilder;
- die ARCHICULTURA-Auszeichnung an vorbildlich eingegliederte Einzelobjekte.

Als Beispiele gelten hierfür Imfeld (Fäld) im Binntal, Kanton Wallis, das die Archicultura-Medaille 1998 für sein sehr intaktes, harmonisches und malerisches Ortsbild erhalten sowie das Grand Resort Bad Ragaz in Bad Ragaz, das 2001 für die zeitgemässe Rekonstruktion des klassizistischen Altbaus ausgezeichnet wurde.

## Arbeit
Die Stiftung befasst sich mit der Bewertung der Ortsbilder in den Schweizer Orten. Die Grobbewertung der gesamtheitlichen Harmonie der Orte oder Ortsteile umfasst rund 95 Prozent der Ortschaften der Schweiz. Beurteilt werden der architektonische Charakter, d. h. das Vorhandensein der überlieferten lokaltypischen Bauweise, das Zusammenpassen von alten und neuen Bauten und Quartieren, das Bestehen von ortsuntypischen, unpassenden, störenden oder verunstalteten Bauten und Anlagen, einschliesslich das architektonische Chaos sowie malerische Aspekte und weiteres. Diese Grobbewertungen sind auf regionalen Tourismuskarten dargestellt, welche bei der Stiftung eingesehen werden können.

### Bewertung
Die bewerteten Orte werden nach Anzahl Gebäude und deren Eingliederung in das Ortsbild in drei Kategorien eingeteilt:
- Grünanteil: Ortstypische, harmonische, malerische Ortsbilder oder Ortsbildteile
- Gelbanteil: Ortsbilder oder Ortsbildteile ohne architektonischen ortstypischen Charakter (bauliche Beliebigkeit)
- Rotanteil: Ortsbilder oder Ortsbildteile die mit ortsuntypischen, unpassenden, störenden oder verunstaltenden Bauten und Anlagen; bis hin zum architektonischen Chaos.

### Testergebnisse auf der Website
Die Ergebnisse präsentiert die Stiftung auf Landkarten, auf denen die Ortsbildqualität der jeweiligen Städte, Dörfer und Weiler dargestellt sind. Zudem hat die Stiftung 1999 eine Postkarte publiziert, auf der die Ergebnisse der Bewertung der Ortsbildqualität der gesamten Schweiz in Farbe dargestellt war.